# Orestes av Makedonien
Orestes av Makedonien (grekiska: Ὀρέστης) var kung av Makedonien från 399 till 396 f.Kr.